# Chocolaterie Jacques
Die Chocolaterie Jacques ist ein belgischer Schokoladenproduzent. Das Unternehmen wurde 1896 von Antoine Jacques (1858–1929) in Verviers gegründet und hatte ab 1923 seinen Hauptsitz in Eupen in Ostbelgien. Im Jahr 1982 kam es zum Zusammenschluss mit dem Kölner Schokoladenhersteller Stollwerck, der im Jahr 2011 von der Group Baronie aus Rotterdam übernommen wurde. Von 1993 an war dem ehemaligen Stammsitz im Eupener Industriegebiet ein Schokoladenmuseum angeschlossen. 2019 wurde der Standort Eupen geschlossen. Der Traditionsname und die Produkte bestehen weiterhin.

## Geschichte

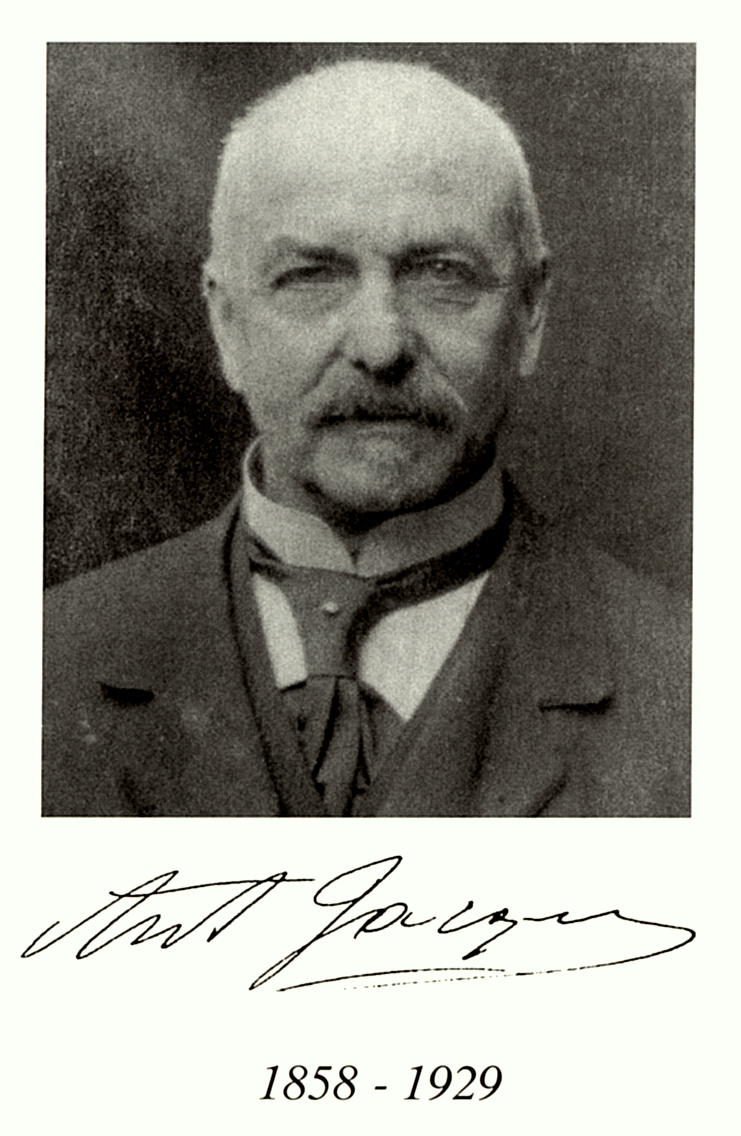
Antoine Jacques

Im Jahr 1890 eröffnete der gelernte Konditor Antoine Jacques zusammen mit Jean Joseph Hardy eine erste Fabrik in Verviers unter dem Namen „Lebkuchenfabrik Hardy und Jacques, Verviers“ und errang bereits ein Jahr später eine Goldmedaille bei der Lütticher Wirtschaftsausstellung. 1894 erweiterten sie ihre Produktion auf Schokoladenprodukte und vermerkten dies in ihrer neuen Firmenbezeichnung „Schokoladen und Lebkuchen Hardy und Jacques, Verviers“. Im Jahr 1895 erwarb Jacques eine erste Dampfmaschine und trennte sich ein Jahr später von Hardy. Fortan führte er sein Unternehmen für Lebkuchen, Süßwaren und Pralinen mit rund 43 Mitarbeitern allein und firmierte nun als „A. Jacques“.
Im Jahr 1899 erlebte Jacques einen herben Rückschlag: In seiner Fabrik brach ein Feuer aus und vernichtete große Teile der Ausstattung und der Lagerbestände. Doch erholte sich die Firma schnell und errang mit ihren Produkten im Jahr 1904 mehrere Preise bei Ausstellungen in Antwerpen, Brüssel und Lüttich sowie bei der Weltausstellung in St. Louis (USA). Wenig später kam es zu Diebstählen in der Süßwarenproduktion, und sechs Mitarbeiter wurden entlassen. Infolgedessen kam es 1906 zu Unruhen und einem längeren Streik im Unternehmen, was den Umsatz vorübergehend senkte. Erschwerend kam am 18. Februar 1908 eine Umweltkatastrophe hinzu, als nach Schneeschmelze und starken Regenfällen die Weser über die Ufer trat und Großteile des Firmengeländes überflutete. Schließlich musste Jacques zwischen 1914 und 1918 seine Produktion wegen Unruhen im Verlauf des Ersten Weltkrieges einstellen und verlor zudem am 23. Februar 1919 seinen als Nachfolger vorgesehenen Sohn.

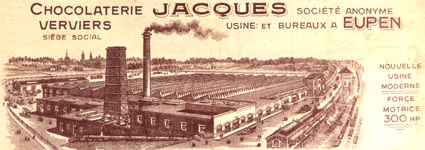
Chocolaterie Jacques in Verviers und Eupen

Nach dem Krieg boomte der Schokoladenkonsum wieder, und Jacques reagierte mit einer Vergrößerung des Betriebes. Er schloss sich 1920 mit dem einer Vervierser Industriellenfamilie angehörenden William Zurstrassen zusammen und firmierte fortan unter „Chocolaterie A. Jacques Société Anonyme“ (SA). Drei Jahre später verlegte er seine Geschäftsräume nach Eupen und behielt vorerst die Vervierser Fabrik als Filiale. Anschließend zog er sich schrittweise aus dem Unternehmen zurück und übergab am 1. Dezember 1923 zunächst das Amt des Vorsitzenden des Verwaltungsrates, verkaufte im März 1924 die Gebäude in Verviers und trat schließlich im Juni desselben Jahres vom Amt des Direktors des Unternehmens zurück.
Im Jahr 1931 kreierte die Chocolaterie mit ihrem Produkt „Noiseline“ erstmals einen gefüllten Schokoladenriegel, den sie in den Folgejahren weiter verfeinerte und variierte und schließlich 1936 als sechsteiligen Riegel in unterschiedlichen Ausfertigungen zum Patent anmeldete. Er wurde als „Superchocolate“ bezeichnet und entwickelte sich später zum Verkaufsschlager des Unternehmens. Dazu wurde ein Jahr später der „Ritter Jacques“ mit Helm, Schild und Speer auf einem sich aufbäumenden Pferd entworfen, der fortan das Logo des Unternehmens auf allen eigenen Produkten schmückt.
Der Zweite Weltkrieg brachte für die Chocolaterie erneut große Schwierigkeiten. Zunächst wurde die Firma von den deutschen Besatzungsbehörden beschlagnahmt und 1942 wegen Materialengpässen geschlossen. Die Firmenleitung hatte einen Großteil ihrer Vorräte einem Konditor in Antwerpen übertragen und ließ einen Teil ihrer Produkte bei der damals dort ansässigen Firma de Beukelaer mit dem Aufdruck „Chocolaterie Jacques Verviers“ herstellen. Nach dem Ende des Krieges wurde die Produktion in Eupen im Jahr 1945 wieder aufgenommen, ein Jahr danach wurden die Betriebstätten modernisiert und erweitert.
In den folgenden Jahren verzeichnete die Chocolaterie einen Aufschwung und steigerte bis 1960 ihren Umsatz auf 100 Millionen Belgische Francs. Dies war vor allem den Spezialriegeln zu verdanken, die mittlerweile in 33 Sorten mit 21 Geschmacksrichtungen angeboten wurden. Ab 1963 wurden die Riegel mit in der Verpackung enthaltenen Sammelbildern bestückt und mit dem Verkaufslabel „Eine Million Riegel pro Tag“ beworben. Themen der Sammelbilder, die anfangs aus Zeichnungen, später auch aus Fotos bestanden, waren unter anderem das belgische Transportwesen und die belgische Königsfamilie. Die Bilder konnten in die vom Unternehmen herausgegebenen Alben eingeklebt werden. Besondere Aufmerksamkeit weckte 1966 das Sammelalbum mit Pinocchio-Bildern, das im Comicmagazin Tintin veröffentlicht wurde. Darüber hinaus war die Chocolaterie in diesen Jahren auf internationalen Messen vertreten, darunter die Expo 58 in Brüssel, die Anuga in Köln, die Internationale Grüne Woche Berlin sowie weitere Messen in München und Dänemark.
Veränderungen auf dem europäischen Markt bewirkten ab den 1970er Jahren neue Unternehmensstrategien. So schloss sich die Chocolaterie Jacques 1976 zunächst dem Vertriebsunternehmen „Continental Sweets Belgium“ an und trat 1982 der Stollwerck-Gruppe aus Köln unter Beibehaltung des Markennamens und des Logos bei. Nachdem die Stollwerck-Zentrale Anfang der 1980er Jahre aufgegeben wurde und das Unternehmen sich verstärkt auf die Produktionsförderungen in den ihnen angeschlossenen Gesellschaften konzentrierte, profitierte auch die Chocolaterie Jacques in Eupen und konnte 1987 auf ein größeres Areal im Eupener Industriegebiet nahe des Autobahnanschlusses umziehen, wo sie neue Gebäude mit moderneren Maschinen errichten ließ. 1993 wurden die Gebäudetrakte erweitert und das hauseigene Schokoladenmuseum eingerichtet. Im Jahr 2001 verpflichtete sich die Chocolaterie Jacques, ausschließlich Kakaobutter und kein pflanzliches Fett für ihre Produkte zu verwenden, und erhielt das „AMBAO-Label“ des belgischen Wirtschaftsministeriums.
Seit der Übernahme der Stollenwerck-Gruppe im Jahr 2002 durch den Züricher Marktführer von hochwertigen Kakao- und Schokoladenprodukten Barry Callebaut gehörte auch die Chocolaterie Jacques diesem Unternehmen an und stieg auf dem belgischen Markt zur Nummer zwei hinter der Marke Côte d’Or auf. Als Barry Callebaut ab 2009 mit dem spanischen Schokoladenproduzenten Natra kooperierte, hatte dies Auswirkungen auf Jacques, dessen Flüssigschokoladenabteilung schließen musste, da die Lagerung der Flüssigschokolade im Callebaut-Werk in Lebbeke erfolgen und zu deren Verarbeitung eine polnische Anlage genutzt werden sollte. Schließlich wurde Jacques 2011 mit der gesamten Stollwerck-Gruppe von dem belgischen Süßwarenhersteller Baronie übernommen. 
Im Jahr 2013 waren bei nur noch einer Produktionslinie lediglich rund 30 Angestellte und 100 Arbeiter in Eupen beschäftigt. Am 23. Oktober 2018 kündigte die Baronie Gruppe an, dass die Chocolaterie Jacques in Eupen Ende Mai 2019 geschlossen werde. Grund dafür seien Qualitätsmängel und die seit 2011 sinkenden Umsatzzahlen. Von der Schließung waren 67 Mitarbeiter betroffen. Unter dem Markennamen Jacques werden heute noch mehrere Schokoladenerzeugnisse vertrieben, die an anderen Standorten hergestellt werden.

## Schokoladenmuseum
Nur ein Jahr nach der Eröffnung des Kölner Schokoladenmuseums durch den Mehrheitseigentümer der Stollwerck-AG, Hans Imhoff, wurde auch bei der Stollwerck-Tochter Jacques in Eupen ein Schokoladenmuseum auf deren Werksgelände eingerichtet. Neben der geschichtlichen Darstellung des Kakaoanbaus und der Schokoladenherstellung in Form von Dokumentationen und Videovorführungen fand sich hier eine große Sammlung, die einen umfassenden Einblick in die gesamte Produktpalette von den Anfängen bis zur Gegenwart ermöglichte sowie alte und teilweise historische Formen, Produktionsmaschinen und Schokoladenautomaten, Farb- und Sammelbilder, Werbeplakate und wertvolles Porzellan aus dem 18. und 19. Jahrhundert zeigte. Zugleich ließ sich vom Museum aus mittels einer Fußgängerbrücke die Arbeit in der Fabrik beobachten, ohne dabei den Arbeitsablauf zu stören. Schließlich sorgte ein angeschlossener Verkaufsshop für Kostproben des gängigen Jacques-Sortiments und anderer Produkte des Gesamtunternehmens. Mit der Schließung der Fabrik erfolgte auch die Schließung des Museums.

## Produkte unter dem Markennamen Jacques
Im Jahr 2025 bildeten unter anderem diese Produkte das Jacques-Sortiment: 
- Matinettes – Schokoladentäfelchen als Brotbelag
- Hagelslag – Schokoladenstreusel
- Schokoladenriegel, gefüllt
- Schokoladentafeln à 100 Gramm
- Schokoladentafeln à 180 Gramm
- Schokoladentafeln, gefüllt, à 200 Gramm
- Blockschokolade zum Zubereiten von Mousse und Schokoladenmilch
- Schokoladentropfen zum Zubereiten von Saucen, Mousse, Dessert, Eis und Milch in zwei Variationen
- Kakaopulver

### Frühere Produkte (Auswahl)
- Chocolate Le semeur – 1904
- Chocolate de la Gileppe – 1905
- Délice de 4 Kontone – 1907
- Le Chocolat des Coopérateurs – 1921
- Notre Marianne – 1921
- Le Chocolat de la Clairière et la Semeuse – 1921
- Noiseline – 1931, erste Marke in Riegelform
- Mokaline – in 10 Variationen, eingetragen 1934
- Superchocolate – sechsteiliger Schokoladenriegel 1936
- Fruidine – Schokoladenriegel mit einer gefrorenen cremigen Frucht, eingetragen 1936
- Moka Rhum – mehrere Variationen mit Rumzutaten
- Royal Jacques – Schokoladentafeln in mehreren Variationen, eingetragen 1938
- Fourré Praliné
- Luna – Schokoladentafeln 1950er-Jahre
- Elysee – Schokoladenriegel, eingetragen 1959